# Puntius khohi
Puntius khohi är en fiskart som beskrevs av Dobriyal, Singh, Uniyal, Joshi, Phurailatpam och Bisht 2004. Puntius khohi ingår i släktet Puntius och familjen karpfiskar. Inga underarter finns listade i Catalogue of Life.